# 歐申布拉夫-布蘭特羅克 (麻薩諸塞州)
歐申布拉夫-布蘭特羅克（英語：Ocean Bluff-Brant Rock）是位於美國麻薩諸塞州普利茅斯縣的一個普查規定居民點。

## 人口
根據2020年美國人口普查的數據，歐申布拉夫-布蘭特羅克的面積為11.73平方千米，當中陸地面積為5.63平方千米，而水域面積為5.74平方千米。當地共有人口4744人，而人口密度為每平方千米404.43人。